# Chloris aurelioi
Il verdone dal becco sottile (Chloris aurelioi Rando et al., 2010) è un uccello passeriforme estinto della famiglia dei Fringillidi.

## Etimologia
Il nome scientifico della specie, aurelioi, venne scelto in omaggio al professor Aurelio Martín, docente dell'università di La Laguna e figura eminente nello studio della fauna delle Canarie.

## Descrizione

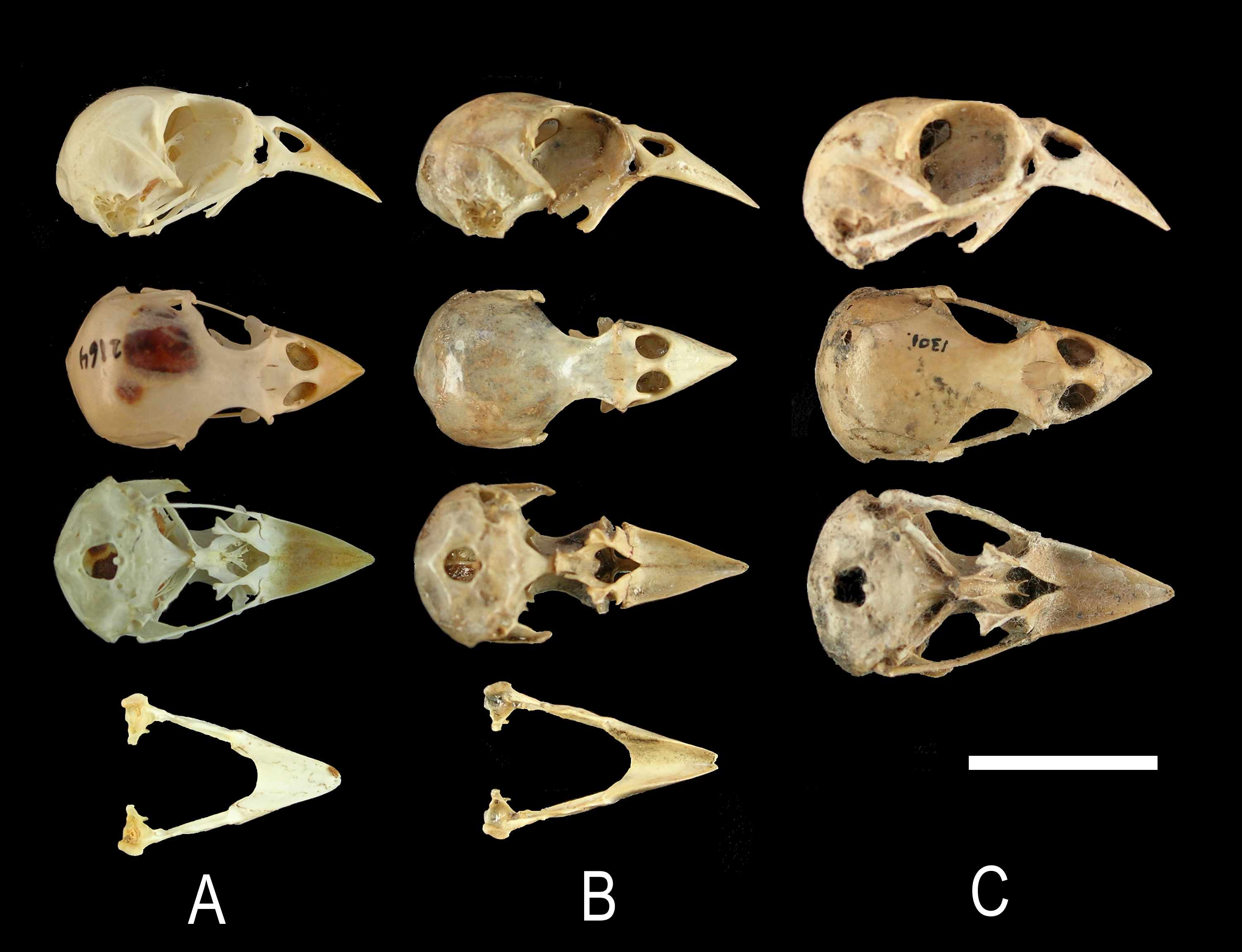
Cranî e mandibole a confronto:
A) verdone comune;
B) verdone dal becco sottile;
C)Chloris triasi.

Questo uccello doveva misurare una quindicina di cm di lunghezza, per un peso di circa 22-25 g.
Come intuibile dal nome comune, il verdone dal becco sottile possedeva un cranio di forma più allungata e un becco più lungo e sottile rispetto ai verdoni attuali, con punta lievemente appiattita: inoltre, le sue ali erano più piccole e deboli (lasciando supporre un'abilità al volo ridotta, ma non assente) e le ossa delle zampe erano più lunghe e robuste.

## Biologia
Il verdone del becco sottile era un uccello diurno, che con tutta probabilità passava la maggior parte della giornata al suolo, aggirandosi fra l'erba alta alla ricerca di cibo (semi e piccoli invertebrati, che considerando il becco sottile di questa specie dovevano comporre una percentuale più alta della sua dieta rispetto a quanto riscontrabile fra gli altri verdoni) e facendo attenzione a non farsi notare dai predatori: molto verosimilmente questi uccelli nidificavano al suolo, tuttavia mancano elementi per poterlo affermare con sicurezza.

## Distribuzione e habitat
Questi uccelli erano endemici dell'isola di Tenerife, nelle Canarie: l'olotipo è stato rinvenuto nella Cueva del Viento, tuttavia si pensa che questi uccelli abitassero tutta l'isola, eleggendo a propria dimora le radure erbose e le zone prative della laurisilva.

## Estinzione
Vissuta in simpatria con le due specie di fringuello di Tenerife (la sottospecie locale di fringuello comune ed il fringuello azzurro, comunque arrivate in ondate successive rispetto ai progenitori di questa specie) per circa un milione di anni, il verdone dal becco sottile si sarebbe estinto circa 13.000 anni fa, probabilmente in seguito all'arrivo dell'uomo (ma soprattutto delle specie introdotte al suo seguito, come i ratti) sull'isola.